# Alfagramma
L'alfagramma di una parola si ottiene riordinando, in ordine alfabetico le lettere di cui è composta (ad esempio l'alfagramma di "parola" sarà "aalopr"), si chiama anche firma.
La relazione tra una parola e il suo alfagramma non é biunivoca, difatti se una parola è l'anagramma di un'altra, allora entrambe le parole avranno lo stesso alfagramma. Es.: "coopr" é l'alfagramma sia di "corpo" che di "porco".
Per alcune parole, l'alfagramma coincide con la parola stessa. È il caso di "amo".
Gli alfagrammi fanno la prima apparizione nel 1965 grazie a Martin Gardner, in una sua rubrica apparsa sullo Scientific American che cita il dizionario degli anagrammi di Nicholas Temperley, allora studente di Cambridge.
Nello stesso anno è Dmitri Borgmann che ne parla nel suo libro Language on Vacation.
In Italia arriva grazie a Bartezzaghi nel 1974 sulla rivista enigmistica "Il labirinto".
L'alfagramma, oltre che gioco enigmistico, è utile ai programmatori di applicazioni per computer nella costruzione di algoritmi in grado di cercare velocemente lemmi all'interno di una serie di lettere casuali (ad esempio Scrabble o Paroliamo).